# 兜山镇
兜山镇，是中华人民共和国四川省自贡市富顺县下辖的一个乡镇级行政单位。

## 行政区划
兜山镇下辖以下地区：
兜山社区、横溪社区、胡家村、杨家村、三桥村、香炉村、斑竹村、瓦窑村、双林村、正义村、赵家村、宝峰村、铁山村、天府村和柏山村。